# Dora Doll
Pour les articles homonymes, voir Doll et Feinberg.

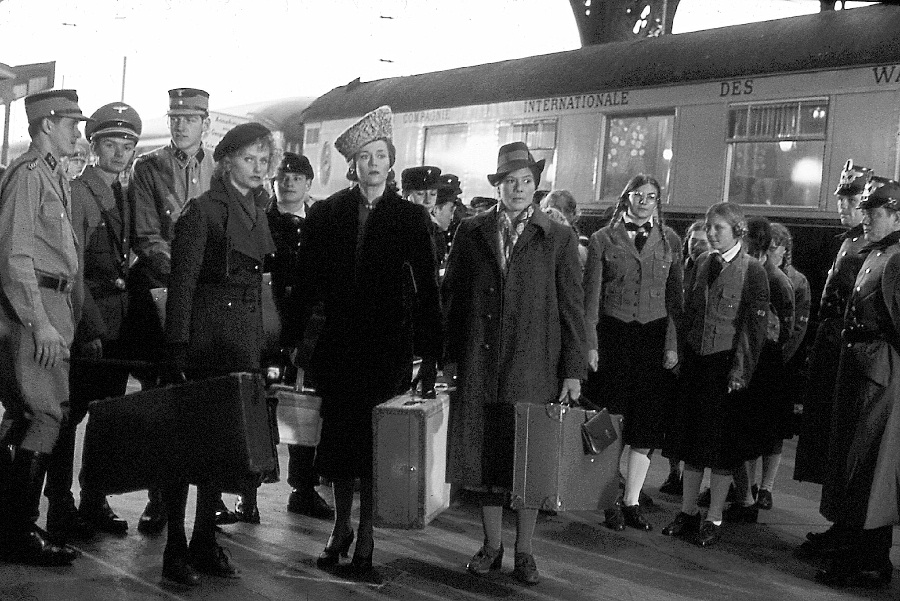
Au premier plan, de gauche à droite, Élisabeth Mortensen, Jane Fonda et Dora Doll, tournant Julia de Fred Zinnemann. Strasbourg, 1976.

Dora Doll, nom de scène de Dorothea Hermina Feinberg, est une actrice française née le 19 mai 1922 à Berlin (Allemagne) et morte le 15 novembre 2015 à Nîmes.

## Biographie
Fille d'un banquier juif de Russie chassé par la Révolution de 1917, Dora Doll naît à Berlin en 1922. Elle arrive en France à la fin des années 1930 et ambitionne de devenir comédienne. Parlant déjà le russe et l'allemand, elle apprend très vite le français, puis l'italien et l'anglais. Elle s'inscrit comme auditrice au Conservatoire dans le cours dispensé par Louis Jouvet qui la prend en sympathie et chaperonne ses débuts sur scène.
Elle est la première épouse de l'acteur Raymond Pellegrin, avec qui elle se marie en 1949, ils ont une fille Danielle, l'année suivante. Ils divorcent en 1954, année où elle commence une liaison avec Jean Gabin qui dure deux ans. La rumeur lui prête également une relation avec Marlon Brando. Elle se marie ensuite avec François Deguelt.

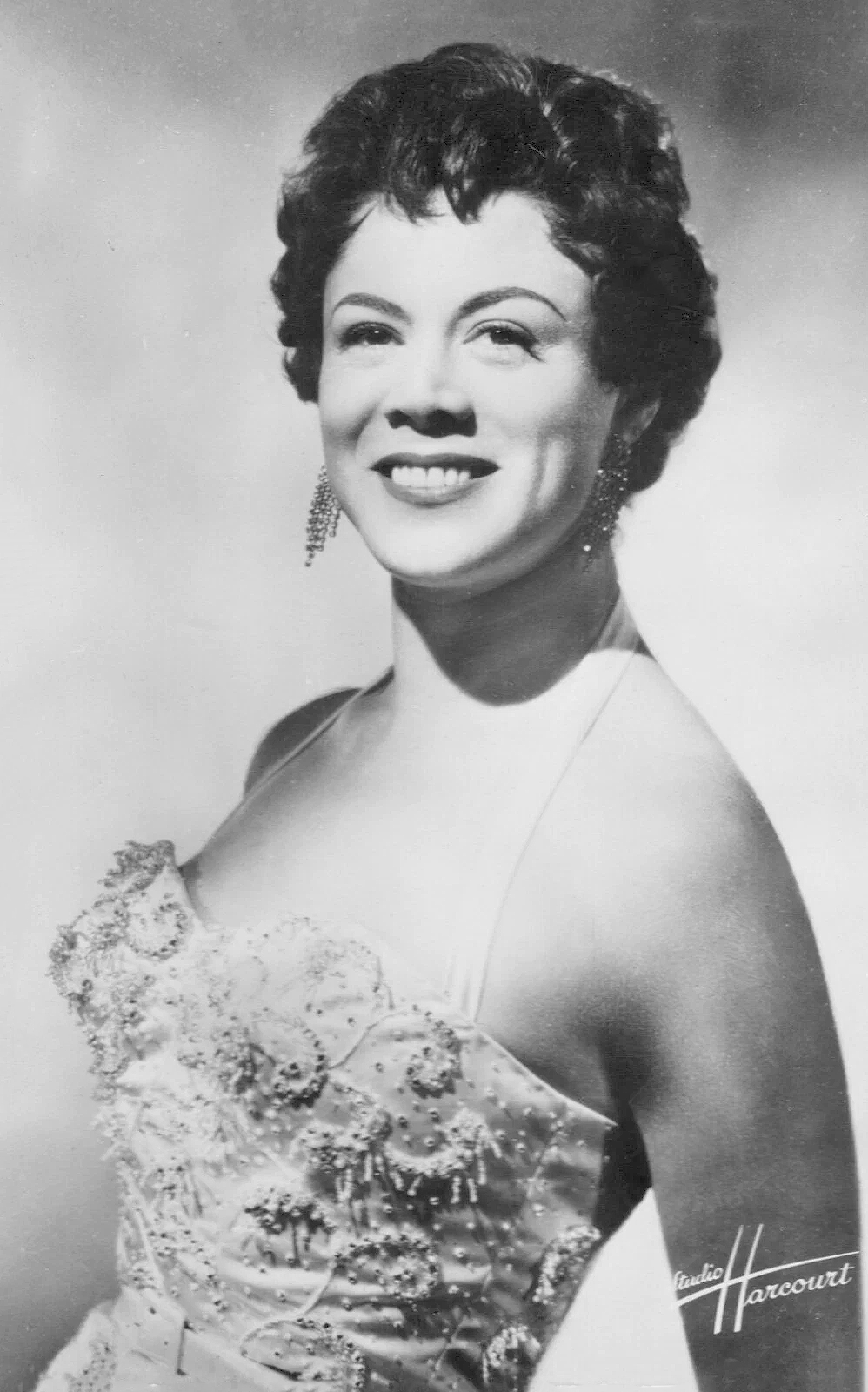
Dora Doll en 1956 (Studio Harcourt).

Après quelques figurations chez Marcel Carné (Hôtel du Nord, 1938) et Abel Gance (Paradis perdu, 1940), elle joue en 1947 la maîtresse du mauvais ferrailleur Paulo (Robert Dalban) dans Quai des Orfèvres. Elle interprète des rôles de deuxième et troisième couteau, mais aussi quelques rôles remarquables comme Lola dans Touchez pas au grisbi. À Hollywood, elle débute dans un rôle non crédité, une prostituée, dans Un acte d'amour, puis, en 1958, elle joue le rôle de Simone dans Le Bal des maudits avec Montgomery Clift et Marlon Brando. Son rôle de femme du patron de café (Bernard Blier) dans Archimède le clochard avec Jean Gabin, lui vaut un large succès. En 1977, elle joue avec Jane Fonda dans Julia de Fred Zinnemann. Après une longue carrière au cinéma, elle accède à une grande popularité entre 1998 et 2000 avec le feuilleton Cap des Pins dans le rôle de la mère de Paul Barge et la belle-mère de Claude Jade. Dans ce premier feuilleton quotidien, elle est la « Miss Ellie » française.
En 2007, elle met fin à sa carrière, et se retire en Camargue, à Saint-Gilles, dans le département du Gard, puis sombre dans la misère, après avoir contracté un crédit renouvelable. Sa maigre retraite lui permet d'avoir juste de quoi vivre. Elle meurt le 15 novembre 2015, peu avant minuit, dans la maison qu’elle partage avec sa fille.

## Cinéma

### Années 1930
- 1938 : Entrée des artistes de Marc Allégret : (figuration)
- 1938 : Hôtel du Nord de Marcel Carné : une figurante au restaurant
- 1939 : Entente cordiale de Marcel L'Herbier : (figuration)

### Années 1940
- 1940 : Battement de cœur d'Henri Decoin : la secrétaire
- 1940 : Paradis perdu d'Abel Gance
- 1941 : Parade en sept nuits de Marc Allégret : (non créditée)
- 1941 : Moulin rouge d'André Hugon
- 1941 : La Nuit de décembre de Kurt Bernhardt
- 1945 : Untel père et fils - tourné en 1940 - de Julien Duvivier
- 1946 : La Foire aux chimères de Pierre Chenal : La secrétaire de Lenoir
- 1947 : Inspecteur Sergil de Jacques Daroy
- 1947 : La Maison sous la mer d'Henri Calef : La fille
- 1947 : Quai des Orfèvres d'Henri-Georges Clouzot : Léa, l'amie de Paulo
- 1948 : Oliver Twist de David Lean : Charlotte
- 1949 : Manon d'Henri-Georges Clouzot : Juliette
- 1949 : Le Sorcier du ciel de Marcel Blistène : Benoîte
- 1949 : La Passagère de Jacques Daroy : Colette

### Années 1950
- 1950 : Un homme marche dans la ville de Marcello Pagliero : la fille
- 1950 : Rendez-vous avec la chance d'Emile-Edwin Reinert : Mlle Paulette
- 1951 : Sous le ciel de Paris de Julien Duvivier : la cliente du rémouleur
- 1951 : La Rose rouge de Marcello Pagliero : Evelyne Dorsey, la vedette
- 1951 : La Passante d'Henri Calef : Irma
- 1951 : Identité judiciaire d'Hervé Bromberger : Dora Bourbon
- 1951 : Le Garçon sauvage de Jean Delannoy : La blonde, amie de Paul
- 1952 : Dans la vie tout s'arrange de Marcel Cravenne : Yvette
- 1952 : Pardon My French -version anglaise du film précédent- de Bernard Vorhaus : Yvette
- 1952 : Bacchus mène la danse, film resté inachevé de Jacques Houssin
- 1953 : La Fille perdue de Jean Gourguet : Suzy
- 1953 : Maternité clandestine de Jean Gourguet : Anita
- 1953 : Monsieur Scrupule gangster de Jacques Daroy
- 1953 : L'Envers du paradis d'Edmond T. Gréville : Michèle
- 1953 : Un acte d'amour ou Quelque part dans le monde (Act of love) d'Anatole Litvak : une professionnelle
- 1954 : Destinées de Jean Delannoy, sketch Jeanne : une catin
- 1954 : La Cage aux souris de Jean Gourguet : Salade
- 1954 : Obsession de Jean Delannoy : l'entraîneuse
- 1954 : Touchez pas au grisbi de Jacques Becker : Lola, l'amie de Max
- 1954 : Votre dévoué Blake de Jean Laviron : Isabelle
- 1954 : Napoléon de Sacha Guitry : une merveilleuse
- 1955 : French Cancan de Jean Renoir : La génisse
- 1955 : Nana de Christian-Jaque : Rose Mignon
- 1955 : Chiens perdus sans collier de Jean Delannoy : Mme Lecarnoy, la mère du petit Gérard
- 1955 : Les Impures ou Des femmes disparaissent de Pierre Chevalier : Lili
- 1955 : Pas de souris dans le bizness d'Henri Lepage : Mado
- 1955 : Le Crâneur de Dimitri Kirsanoff : Betty Bell
- 1955 : Sophie et le Crime de Pierre Gaspard-Huit : Louise Richter
- 1955 : Gueule d'ange de Marcel Blistène : Josepha Marewska
- 1955 : Pas de pitié pour les caves d'Henry Lepage : Jessy
- 1955 : La Môme Pigalle d'Alfred Rode : Catherine, l'amie de Félix
- 1955 : On déménage le colonel de Maurice Labro : Flora
- 1956 : Soupçons ou La Pavane des poisons de Pierre Billon : Angèle, Amélie, Jeanne Mersch
- 1956 : La Foire aux femmes ou Marché de femmes de Jean Stelli : Mariotte Borderet
- 1956 : Fernand Cow-boy de Guy Lefranc : Mae Marlane
- 1956 : Elena et les Hommes de Jean Renoir : Rosa la rose
- 1956 : Grand-rue (Calle mayor) de Juan Antonio Bardem : Tonia
- 1956 : Pas de grisbi pour Ricardo d'Henri Lepage : Brigitte
- 1957 : Adorables démons de Maurice Cloche : Barbara Onisse
- 1957 : Le Colonel est de la revue de Maurice Labro : Cora, dite « La Sanglante »
- 1957 : Ah ! Quelle équipe de Roland Quignon : Vicky
- 1957 : Quelle sacrée soirée ou Nuits blanches et rouge à lèvres de Robert Vernay : Lola Wanda
- 1957 : L'amour descend du ciel de Maurice Cam : Véra
- 1957 : Mademoiselle Strip-tease de Pierre Foucaud : Rita
- 1958 : Miss Pigalle de Maurice Cam : Pascaline
- 1958 : Le Bal des maudits (The Young Lions) d'Edward Dmytryk : Simone
- 1958 : Énigme aux Folies Bergère de Jean Mitry : Clara
- 1959 : Archimède le clochard de Gilles Grangier : Lucette Pichon, la nouvelle patronne du café
- 1959 : Un témoin dans la ville d'Édouard Molinaro : une prostituée
- 1959 : 125, rue Montmartre de Gilles Grangier : Germaine Montillier, dite « Mémène »

### Années 1960
- 1960 : Les Frangines de Jean Gourguet : Jeannine
- 1960 : Mariquita, fille de Tabarin (La reina del Tabarín) de Jesús Franco : Une chanteuse de cabaret
- 1961 : Cocagne de Maurice Cloche : Hélène
- 1961 : Première Brigade criminelle de Maurice Boutel : Julia Manton
- 1962 : Dossier 1413 d'Alfred Rode : La femme du docteur Pira qui danse avec M. Baranger
- 1962 : Le Dernier Quart d'heure de Roger Saltel
- 1963 : Mélodie en sous-sol d'Henri Verneuil : La fausse "comtesse Doublianoff"
- 1964 : Une souris chez les hommes ou Un drôle de caïd de Jacques Poitrenaud : Catherine
- 1964 : Dictionary of Sex (en) de Radley Metzger (images d'archive)
- 1965 : Pas de caviar pour tante Olga de Jean Becker : Rosa Patache, la femme de ménage

### Années 1970
- 1970 : La Liberté en croupe d'Édouard Molinaro : Suzanne
- 1972 : Hellé de Roger Vadim
- 1972 : Les Déracinés d'André Teissère
- 1974 : La Main à couper d'Étienne Périer : Pascale Effront
- 1974 : En grandes pompes d'André Teissère : Mlle Lamour
- 1975 : Catherine et compagnie de Michel Boisrond : La mère de Catherine
- 1975 : Godefinger ou Certaines chattes n'aiment pas le mou d'Edmond Freess et Jean-Pierre Fougea : Rose
- 1975 : L'Incorrigible de Philippe de Broca : Thérèse, le patronne du Petit Savarin
- 1976 : Calmos de Bertrand Blier : L'adjudante
- 1976 : Deux imbéciles heureux d'Edmond Freess : Madeleine
- 1976 : Comme un boomerang de José Giovanni : Ginette Batkin, la mère d'Eddy
- 1976 : La Victoire en chantant ou Noir et blanc en couleur de Jean-Jacques Annaud : Maryvonne
- 1976 : L'Appât (Zerschossene Träume) de Peter Patzak : Lisa
- 1977 : Le Pays bleu de Jean-Charles Tacchella : Mathilde, la femme de Clovis
- 1977 : Julia de Fred Zinnemann : Une passagère dans le train
- 1977 : Diabolo menthe de Diane Kurys : Le professeur de gymnastique
- 1978 : Violette Nozière de Claude Chabrol : Mme Mayeul
- 1978 : Y'en a plein les bottes (de) (Champagner aus dem Knobelbecher) de Franz Marischka
- 1978 : Les Filles du régiment de Claude Bernard-Aubert : L'adjudante Pente Douce
- 1978 : Dehors, c'est nulle part (court métrage) de Patrick Chapuis
- 1979 : Coup de tête de Jean-Jacques Annaud : La religieuse en chef
- 1979 : Grandison ou L'amour volé d'Achim Kurz
- 1979 : Les Givrés d'Alain Jaspard : Mme Gruber

### Années 1980
- 1980 : Les Charlots contre Dracula de Jean-Pierre Desagnat : Le commissaire Gluck
- 1982 : La Nuit de Varennes (Il mondo nuovo) d'Ettore Scola : Nanette Precy
- 1984 : Ave Maria de Jacques Richard : Constance
- 1984 : Blue lady, court métrage d'Agnès Nassery
- 1984 : La Femme ivoire de Dominique Cheminal : La tante Aymée
- 1984 : Bastille de Rudolf van den Berg : M.W Friedlander
- 1985 : Le Voyage à Paimpol de John Berry : La mère de Maryvonne
- 1985 : Gros Dégueulasse de Bruno Zincone : La serveuse de choucroute
- 1985 : Commando Mengele d'Andrea Bianchi et Jesús Franco : Sarah
- 1986 : La Curée du lavoir ou L'Abreuvoir, court métrage de Gérard Fromentin
- 1987 : Les Keufs de Josiane Balasko : Mme Lou
- 1987 : Les Deux Crocodiles de Joël Séria : Félicité
- 1987 : Maniac Killer d'Andréa Bianchi : Dorine
- 1988 : Encore (Once more) de Paul Vecchiali : La mère
- 1988 : Mon ami le traître de José Giovanni : Dora

### Années 1990
- 1990 : Conte barbare, court métrage de Pierre Schumacher
- 1991 : Les Jours de la lune, moyen métrage de Jean-Pierre Duret : Émilie
- 1992 : Le Mari de Léon de Jean-Pierre Mocky : Mira, la gouvernante de Boris
- 1992 : Pas d'amour sans amour d'Evelyne Dress : Rose, la mère
- 1992 : Morasseix de Damien Odoul
- 1994 : L'Enfer de Claude Chabrol : Mme Chabert

### Années 2000
- 2000 : Là-bas, mon pays d'Alexandre Arcady : Paula Azéra
- 2000 : Meilleur Espoir féminin de Gérard Jugnot : Mme Guiguan
- 2002 : De la tête aux pieds, court métrage de Pascal Lahmani : Blandinette
- 2005 : Je vous trouve très beau d'Isabelle Mergault : Catherine
- 2005 : Poésie del amor, court métrage d'Olivier Vidal
- 2006 : Comme t'y es belle ! de Lisa Azuelos : Mémée
- 2006 : La Part animale de Sébastien Jaudeau
- 2006 : Le Dernier Épisode de Dallas, court métrage de Guillaume Husson
- 2007 : Jacquou le Croquant, de Laurent Boutonnat : Fantille

## Télévision

### Années 1950
- 1957 : En votre âme et conscience, épisode : L'Affaire Allard de Jean-Paul Carrère
- 1957 : C'était un gentleman de François Gir
- 1958 : La Traversée de Paris à la nage de Pierre Badel
- 1958 : Voiture 7, place 15 d'André Leroux
- 1959 : La Mer qui meurt d'André Leroux
- 1959 : Les Cinq Dernières Minutes, épisode Poison d'eau douce de Claude Loursais : Léonie

### Années 1960
- 1960 : Le Tir "Clara" de Michel Mitrani : Clara, la patronne de la baraque foraine
- 1960 : Un poing final (Les Cinq Dernières Minutes) de Claude Loursais : Fernande
- 1962 : Agnès, on te regarde de François Gir : Agnès, la prostituée
- 1962 : Le Joueur de François Gir : 'Blanche
- 1962 : Le Taxi (L'inspecteur Leclerc enquête) de Vicky Ivernel : Ginette
- 1962 : Première chaîne (Commandant X) de Jean-Paul Carrère : Marthe
- 1964 : Commandant X - épisode : Le Dossier cours d'assises de Jean-Paul Carrère
- 1964 : Hortense Schneider d'Henri Spade : Hortense Schneider
- 1964 : Le Médecin malgré lui de François Gir : Jacqueline
- 1964 : Le Procès de Mary Dugan de Jean-Marie Coldefy
- 1965 : À la corne d'Isard de Jacques Villa
- 1966 : Le Petit horloger (Allô Police) de Robert Guez
- 1966 : Règlement de comptes (Allô Police) de Pierre Goutas
- 1967 : Le Chevalier Tempête (feuilleton en 3 épisodes de 75 min et 1 de 90 min) de Yannick Andreï : Coralie
- 1969 : Le Déjeuner de Suresnes (Allô Police) de Michel Strugar : Viviane
- 1969 : Les Eaux mêlées de Jean Kerchbron : La serveuse
- 1969 : Les Empaillés d'Alberto Cavalcanti : Gérent

### Années 1970
- 1970 : En attendant de Christiane Lénier
- 1970 : Le Jour de noces de Claude Goretta
- 1971 : Le Baladin du monde occidental de Pierre Bureau
- 1971 : Madame êtes-vous libre ? - Feuilleton en 13 épisodes de 26 min - de Jean-Paul Le Chanois : Maïté
- 1972 : Les Enquêtes du commissaire Maigret de François Villiers, épisode Maigret se fâche : Jeanne
- 1972 : Une femme qui a le cœur trop petit d'Alain Dhénaut : La faible
- 1973 : Le Plus malin s'y laisse prendre de Jacques Pierre
- 1973 : Du plomb dans la tête -Feuilleton en 4 épisodes de 25 min - de Roger Dallier : Olga Levasseur
- 1974 : Les Filles de Folignazzaro d'Aline Tacvorian
- 1974 : Les Trois clés "Un curé de choc" de Philippe Arnal
- 1975 : Les Enquêtes du commissaire Maigret (série télévisée) épisode La Folle de Maigret de Claude Boissol : Angèle
- 1976 : Le Dernier des Camarguais de Jean Kerchbron : Fernande
- 1976 : Hôtel Baltimore de Dirk Sanders : Suzy
- 1976 : Puzzle pour démons d'Armand Ridel
- 1977 : Sainte Rita "Recherche dans l'intérêt des familles" de Philippe Arnal :: Mme Charles
- 1978 : Gaston Phébus -Feuilleton en 6 épisodes de 52 min- de Bernard Borderie : Florine
- 1978 : Les Hommes de Rose -Feuilleton en 6 épisodes de 52 min- de Maurice Cloche : Rose Dupuy
- 1978 : Monsieur Saint-Saëns "Il était musicien" de Claude Chabrol : La lingère
- 1979 : L'Éclaircie de Jacques Trébouta : Catherine
- 1979 : Jour d'orage d'Hervé Basle
- 1979 : Saint Colomban et moi d'Hervé Basle
- 1979 : Tout un dimanche ensemble de Stéphane Bertin
- 1979 : L'Usine Quesnay de Jean-François Delassus : Mme Quimouche
- 1979 : Monsieur Prokofiev "Il était un musicien" de Claude Chabrol : La nouvelle patronne

### Années 1980
- 1980 : Le Grand Poucet de Claude-Henri Lambert : Martoune
- 1980 : Médecins de nuit de Jacques Tréfouël, épisode : L'entrepôt (série télévisée)
- 1981 : Antoine et Julie de Gabriel Axel : La fille du bar
- 1981 : Au bon beurre (diffusé en deux épisodes de 90 min) d'Édouard Molinaro : Mme Halluin
- 1981 : Ce monde est merveilleux de Guy Jorré : Alice
- 1981 : Coup de bec de Pierre Desfons
- 1981 : Caméra une première (série télévisée) - saison 3 épisode 1 : Eole Epifanio d'Antoine Gallien : Geneviève
- 1981 : Caméra une première (série télévisée) - saison 3 épisode 5 : L'Étouffe grand-mère de Jean-Pierre Bastid : La mère Grivot
- 1981 : La Ramandeuse de Gabriel Axel : Mémène
- 1981 : Caméra une première (série télévisée) - saison 3 épisode 3 : Square X de Jean Kerchbron : La clocharde
- 1981 : Trente hectares de bonne terre de Jean-Pierre Gallo : Elsa, l'exploitante agricole
- 1981 : La Fausse Mornifle "Le mythomane" de Michel Wyn : Baby
- 1982 : La Steppe de Jean-Jacques Goron : Macha
- 1982 : Les Cinq Dernières Minutes de Jean Chapot, La tentation d'Antoine : La gardienne
- 1982 : Le Secret des Andrones de Samuel Itzkowitch :Rosa Chamboulive
- 1983 : L'Âge difficile "Julien Fontanes magistrat" de Serge Friedman : Madeleine Mignot
- 1983 : Le Cactus de Marie-Jeanne d'Alain Dhénaut : Marie-Jeanne
- 1983 : L'Étrange Château du docteur Lerne de Jean-Daniel Verhaeghe
- 1983 : Le Grand Braquet de Maurice Fasquel
- 1983 : L'Homme de la nuit -Feuilleton en 4 épisodes de 52 min- de Juan Bunuel
- 1983 : Marianne, une étoile pour Napoléon de Marion Sarraut : Fanchon, Fleur de Lys
- 1983 : El Señor Presidente de Manuel-Octavio Gomez
- 1984 : Aveugle, que veux-tu ? de Juan Bunuel : La mère de Nolan
- 1984 : Le Château de Jean Kerchbron : L'hôtelière du pont
- 1984 : Cœur de hareng de Paul Vecchiali : Renée
- 1985 : Le Diamant de Salisbury de Christiane Spiero
- 1985 : Vingt ans d'absence de Bernard Saint-Jacques : Suzanne
- 1985 : La Saison des loups "Les colonnes du ciel" de Gabriel Axel : Ercilie Madot
- 1985 : Le Pont des Soupirs de Jean-Michel Ribes
- 1986 : Music Hall -Diffusé en deux parties de 105 min- de Marcel Bluwal : la concierge
- 1986 : Catherine - Feuilleton en 60 épisodes de 25 min- de Marion Sarraut : Ermengarde
- 1987 : Les Idiots de Jean-Daniel Verhaeghe : Agnès
- 1987 : Le Gerfaut - feuilleton en 30 épisodes de 26 minutes de Marion Sarraut : Rozenn
- 1987 : La Liberté Stéphanie -Feuilleton en 30 épisodes de 26 min- de Marlène Bertin
- 1987 : Cloud Waltzing de Gordon Flemyng : Mme Solange
- 1988 : Anges et loups -Feuilleton en 20 épisodes de 26 min- de Boramy Tioulong : Louise
- 1988 : Le Chevalier de Pardaillan -Feuilleton en 15 épisodes de 52 min- de Josée Dayan : Catho
- 1988 : La Métaphysique de l'œuf "Espionne et tais-toi" de Claude Boissol
- 1988 : L'Homme à tout faire -Feuilleton en 42 épisodes de 20 min- de Patrick Gandrey-Rety : Gisèle
- 1988 : La Rencontre M'as-tu vu ? d'Éric Le Hung
- 1988 : La Traviata M'as-tu vu ? d'Éric Le Hung
- 1988 : L'Envol "Drôles d'histoires : Intrigues" de Stéphane Bertin
- 1988 : La Bête Drôles d'histoires : Intrigues d'Emmanuel Fonlladosa
- 1989 : Les Enquêtes du commissaire Maigret, épisode : L'Auberge aux noyés de Jean-Paul Sassy : La gardienne
- 1989 : Le Crime de Neuilly "Le triplé gagnant" de Claude Barrois
- 1989 : Le Dernier Rendez-vous de président "Le triplé gagnant" de Claude Grinberg
- 1989 : Le Front dans les nuages de Paul Vecchiali : Adrienne
- 1989 : Gueule d'arnaque de Joël Séria : Rachel
- 1989 : Tribunal -série en 3 fois 130 épisodes de 26 min- de divers réalisateurs
- 1989 : L'Agence -série- de Jean Sagols
- 1989 : La Comtesse de Charny-en 15 épisodes de 85 min- de Marion Sarraut : Thérèse Rousseau

### Années 1990
- 1990 : L'Étoile filante de Claude Boissol
- 1990 : La Leçon de Lazare Iglesis
- 1991 : Vous êtes folle Imogène de Paul Vecchiali : Blanche
- 1991 : L'Impure de Paul Vecchiali : Mère Dorothée
- 1991 : Les Bains de jouvence Ferbac de Marc Rivière
- 1991 : Marie la louve de Daniel Wronecki : La Juine
- 1991 : Le Train du crépuscule Drôles d'histoires : Mésaventures de Stéphane Bertin
- 1992 : Les Cœurs brûlés de Jean Sagols : Marie-Thérèse Fromentin
- 1992 : Princesse Alexandra -diffusé en deux époques de 90 min- de Denis Amar : Mme Humeau
- 1992 : La Mort du petit chat "Le triplé gagnant" de Boramy Tioulong
- 1992 : Les Aventures d'Alice : Méprise d'otâges de Didier Albert : Perla Rostpovitch
- 1992 : Le Grand Chêne "Le triplé gagnant" de Jean-Pierre Prévost
- 1992 : Mademoiselle Arbel de Michael Braun
- 1992 : Résurgence d'Édouard Molinaro
- 1993 : Édith Piaf: Une brève rencontre de Michel Wyn
- 1993 : Morasseix!!! de Damien Odoul : La mère
- 1993 : Le Château des oliviers -diffusé en 8 épisodes de 90 min : Les Racines, La Solitude, L'Espérance, La Malédiction, Les Flammes, L'Épreuve, La Révélation, Les Oliviers - de Nicolas Gessner : Amélie Boucoiron
- 1994 : L'Instit de Gérard Marx (épisode Une seconde chance)
- 1994 : Filumena Marturano de Serge Moati
- 1995 : Les Feux de la Saint-Jean -diffusé en deux époques- de François Luciani : Marguerite
- 1995 : Julie Lescaut, épisode Recours en grâce de Joyce Bunuel : Antoinette Leroy
- 1995 : Le Refuge, épisode Le Retour du lion de Christian François : Henriette
- 1995 : Le Refuge, épisode La Nuit du loup de Christian François : Henriette
- 1995 : Le Refuge, épisode Les Moutons d'Anatole de Christian François : Henriette
- 1995 : Le Refuge, épisode Entre chien et loup de Christian François : Henriette
- 1996 : La Colline aux mille enfants de Jean-Louis Lorenzi : Emilienne
- 1996 : Les Allumettes suédoises -trois époques : David et Olivier, Trois sucettes à la menthe, Les noisettes sauvages- de Jacques Ertaud : Mme Hacque
- 1996 : Paloma de Marianne Lamour : Antoinette
- 1996 : Le Refuge, épisode L'Enfant qui dérange de Christian François : Henriette
- 1996 : Le Refuge, épisode Chenil en péril de Christian François : Henriette
- 1997 : Sapho de Serge Moati
- 1997 : La Sauvageonne de Stéphane Bertin : Marguerite Gadin
- 1997 : Le Grand Batre de Laurent Carcelès : Annette
- 1997 : Le Refuge, épisode Le Cheval d'Alix de Christian François : Henriette
- 1998 : La Femme de l'Italien de Michaël Perrotta : Sandrine
- 1998 : La Clef des champs -Feuilleton en 6 épisodes- de Charles Némès : Jeanne
- 1998 : Chercheur d'héritiers - Épisode : La Maison du pendu de Patrice Martineau : Mme Gardes
- 1998 : Cap des Pins d'Emmanuel Fonlladosa, Dominique Masson, Emmanuelle Dubergey et Bernard Dumont : Agathe Chantreuil
- 1998 : Le Refuge, épisode La Finette de Christian François : Henriette
- 1999 : Le Refuge, épisode La Danse du cobra d'Alain Schwarztein : Henriette
- 1999 : Déchirure Mélissol de ? : Solange Lavigne

### Années 2000
- 2001 : Le Don fait à catchaires de William Gosterman : Clémence
- 2001 : Jalousie de Marco Pauly : Mireille
- 2001 : Et demain Paula de Michaël Perrotta : Andrée
- 2001 : Maigret et le Fou de Sainte-Clothilde de Claudio Tonetti : Tativa, la gouvernante de Duhour et sa tante
- 2002 : Petite sœur, épisode de Blandine l'insoumise de Claude d'Anna : la veuve Corda
- 2002 : L'Été rouge de Gérard Marx : mère de Julien Lacroix
- 2003 : La Mésange et la betzarine, épisode de Blandine l'insoumise de Claude d'Anna : la veuve Corda
- 2003 : L'Arbre d'Élodie, épisode de Blandine l'insoumise de Claude d'Anna : la veuve Corda
- 2004 : Une goutte d'eau dans la mer, épisode de Blandine l'insoumise de Claude d'Anna : la veuve Corda
- 2004 : La Farine du diable, épisode de Blandine l'insoumise de Claude d'Anna : la veuve Corda
- 2004 : Boxer les nuages, épisode de Blandine l'insoumise de Claude d'Anna : la veuve Corda
- 2006 : Le Chapeau du petit jésus de Didier Grousset : Blanche
- 2010 : Les Châtaigniers du désert de Caroline Huppert : Augustine

## Théâtre
- 1947 : On a volé une étoile de Jean Valmy et Geo Koger, musique Georges Ulmer, mise en scène Robert Dhéry, Bobino
- 1949 : Le Médecin malgré lui de Molière, théâtre Daunou
- 1954 : Clérambard de Marcel Aymé, mise en scène Claude Sainval, Comédie des Champs-Élysées
- 1954 : L'Homme traqué de Frédéric Dard, mise en scène Robert Hossein, Théâtre du Casino municipal Nice, théâtre des Noctambules
- 1955 : Il y a longtemps que je t'aime de Jacques Deval, mise en scène Jean Le Poulain, théâtre Édouard VII
- 1957 : Les Hommes du dimanche de Jean-Louis Roncoroni, mise en scène Georges Douking, théâtre de la Michodière
- 1958 : Procès à Jésus de Diego Fabbri, mise en scène Marcelle Tassencourt, théâtre Hébertot
- 1958 : Le Pain des jules d'Ange Bastiani, mise en scène Jean Le Poulain, théâtre des Arts
- 1959 : Le Pain des jules d'Ange Bastiani, mise en scène Jean Le Poulain, théâtre des Arts
- 1960 : Madame, je vous aime de Serge Veber, mise en scène Guy Lauzin, Théâtre Daunou
- 1961 : Le Christ recrucifié de Níkos Kazantzákis, mise en scène Marcelle Tassencourt, Théâtre Montansier
- 1962 : Le Christ recrucifié de Níkos Kazantzákis, mise en scène Marcelle Tassencourt, Odéon-Théâtre de France
- 1963 : Othello de William Shakespeare, mise en scène Marcelle Tassencourt, Odéon-Théâtre de France
- 1965 : Procès à Jésus de Diégo Fabbri, mise en scène Marcelle Tassencourt, Théâtre Montansier
- 1967 : La Mégère apprivoisée de William Shakespeare, adaptation Thierry Maulnier, mise en scène Marcelle Tassencourt, Théâtre des Mathurins
- 1968 : Le Malade imaginaire de Molière, mise en scène Pierre Valde, Théâtre de Colombes
- 1968 : L'Île des chèvres d'Ugo Betti, mise en scène Henri Soubeyran, Théâtre antique Vaison-la-Romaine
- 1970 : J'ai régné cette nuit de Pierre Sabatier, mise en scène Jacques Ardouin, Théâtre Hébertot
- 1970 : Le Cœur sous le paillasson de Harold Brooke et Kay Bannerman, adaptation Alexandre Breffort, mise en scène Michel Vocoret, Théâtre des Nouveautés
- 1971 : La Soupière de Robert Lamoureux, mise en scène Robert Lamoureux & Francis Joffo, théâtre Édouard VII
- 1972 : En avant... toute ! de Michel André, mise en scène Michel Roux, théâtre Édouard VII
- 1972 : Madame Pauline comédie musicale de Darry Cowl d'après La Maison de Zaza de Gaby Bruyère, mise en scène Darry Cowl, Théâtre des Variétés
- 1973 : Nom : Stuart, prénom : Marie de Jaromir Knittl, mise en scène de l'auteur, Théâtre des Deux-Portes
- 1981 : 'Pa d'Hugh Leonard, mise en scène Georges Wilson, Théâtre de l'Œuvre
- 1982 : Du vent dans les branches de sassafras de René de Obaldia, mise en scène Jean-Luc Tardieu, Maison de la culture de Nantes
- 1986 : le candelaio de Giordano Bruno adapté par jean noel Vuarnet avec sam Guilmard mise en scéne gilles Rétoré
- 1992 : Filumena Marturano d'Eduardo De Filippo, mise en scène Marcel Maréchal, Théâtre de la Criée, Théâtre des Célestins, Théâtre national de Chaillot, tournée
- 1992/1993 : Les Chaises de Ionesco, mise en scène Patrick Pelloquet, Théâtre régional des Pays de la Loire
- 1994 :"Falstafe" de Valère Novarina d'après Henri IV de Shakespeare. Mise en scène Marcel Maréchal, Théâtre de la Criée

## Distinctions

### Prix
1993 : Prix Reconnaissance des cinéphiles décerné par l'Association Souvenance de cinéphiles. Elle reçoit le prix à Puget-Théniers pour l'ensemble de sa carrière.

### Décorations
- Chevalier de l'ordre national du Mérite Elle est nommée au grade de chevalier à l'Ordre national du Mérite, par décret du 14 novembre 2000[4].
- Commandeur de l'ordre des Arts et des Lettres Elle est faite commandeur lors de la promotion du 11 décembre 1997[5].